# Več po oglasih
Več po oglasih je slovenska televizijska dramska serija, ki jo je predvajal prvi program TV SLO ob nedeljah med 20. novembrom 2016 in 26. marcem 2017.
Jure Planinšek (Primož Bezjak) je šolski učitelj šaha in sin vplivnega ravnatelja osnovne šole. Zaradi izjave za televizijo se znajde v svetu kriminala, laži in prevar. Njegova redoljubna partnerka Martina (Maruša Majer) je v stalnem sporu s svojimi sodelavci. Klara Polgar (Saša Pavlin Stošić) je privlačna najstnica pred maturo, ki živi z očetom. Moške vidi kot sredstvo za doseganje svojih ciljev. Zvone Polič (Dario Varga) je ljubljanski podjetnik s popolnim družinskim življenjem. V njegovem lokalu se zbirajo veljaki, ki jim občasno streže tudi Klara. Menart (Jonas Žnidaršič) je bivši duhovnik in svetovalec finančnih podjetij v lasti RKC.

## Epizode
| Št. | Naslov          | Datum predvajanja |
| --- | --------------- | ----------------- |
| 1.  | Razpis          | 20. november 2016 |
| 2.  | Zalezovalec     | 27. november 2016 |
| 3.  | Krč             | 4. december 2016  |
| 4.  | Kvartopirci     | 11. december 2016 |
| 5.  | Lov             | 18. december 2016 |
| 6.  | Odstop          | 1. januar 2017    |
| 7.  | Mediji za umret | 8. januar 2017    |
| 8.  | Vandali         | 15. januar 2017   |
| 9.  | Avguštinka      | 22. januar 2017   |
| 10. | Verniki         | 29. januar 2017   |
| 11. | Smeti           | 5. februar 2017   |
| 12. | Stave           | 12. februar 2017  |
| 13. | Kurir           | 19. februar 2017  |
| 14. | Ugrabljen       | 26. februar 2017  |
| 15. | Rop             | 5. marec 2017     |
| 16. | Izginotja       | 12. marec 2017    |
| 17. | V kleti         | 19. marec 2017    |
| 18. | Turnir          | 26. marec 2017    |

## Ekipa
- scenarij: Jonas Žnidaršič, Irena Svetek in Ivana Jurković
- scenografinja: Toni Soprano
- kostumografinja: Zarja Predin
- oblikovalka maske: Anita Ferčak
- montaža: Marina Vojković in Darej Šömen
- oblikovalec zvoka: Sašo Kočevar
- fotografija: Matjaž Mrak

## Produkcija
Sprejeta je bila na javnem razpisu za odkup AV del neodvisnih producentov v letu 2015. Delovni naslov je bil Vsi mutijo. Bila je uvrščena med t.i. velike projekte. Označena je bila za »manj uspešno«, saj se pri gledalcih »ni najbolj prijela«. Projekt je bil ocenjen na 520.650 evrov.